# Scherzo (Stravinsky)
Scherzo (3) is een compositie van ongeveer 2 minuten voor piano solo van Igor Stravinsky, gecomponeerd in 1902 en opgedragen aan Nicolas Richter. Stravinsky schreef erboven: témoignage d'un profond respect de la part de l'auteur (vertaald: blijk van een diep respect van de kant van de auteur).
Dit scherzo werd pas in 1973 uitgegeven; het manuscript bevindt zich in de openbare bibliotheek van Sint-Petersburg.

## Oeuvre
Zie het Oeuvre van Igor Stravinsky voor een volledig overzicht van het werk van Stravinsky.

## Geselecteerde discografie
- Scherzo op 'Works for piano' uitgevoerd door Michel Béroff (EMI Classics 7243 5 86073 2 1)